# Stephanie Grebe
Pour les articles homonymes, voir Grebe.
Stephanie Grebe, née le 24 septembre 1987 à Berlin, est une pongiste handisport allemande concourant en classe 6 pour les athlètes ayant une infirmité au niveau des membres inférieurs.

## Carrière
Aux Jeux paralympiques de 2016, elle atteint la finale de la classe 6 face à la Croate Sandra Paović qui la bat 3 sets à 0 (11-2, 11-7, 11-4).
Lors des Jeux paralympiques d'été de 2020, Grebe est battue 3 sets à 0 en demi-finale par la Russie Maliak Alieva et remporte la médaille de bronze en classe 6.

## Palmarès

### Jeux paralympiques
- médaille d'argent en individuel classe 6 aux Jeux paralympiques d'été de 2016 à Rio de Janeiro
- médaille de bronze en individuel classe 6 aux Jeux paralympiques d'été de 2020 à Tokyo